# Попівка (Конотопський район)
Попі́вка (МФА: [popiŭka] ( прослухати))  — село в Україні, у Попівській сільській громаді Конотопського району Сумської області, центр громади. Населення становить 4 345 осіб. Село розташоване за 15 км від райцентру.

## Географія
Село Попівка знаходиться на березі річки Куколка, вище за течією на відстані 3 км розташоване село Шаповалівка, нижче за течією примикає село Вирівка, за 2 км — зняте 2007-го з обліку с. Рівчаки. До села примикає місто Конотоп. По селу протікає кілька пересихаючих струмків з загатами. Через село проходить автомобільна дорога Т 2504. Поруч проходить залізниця, станція Куколка.

## Історія
Перші відомості про село Попівку відносяться до 1-ї половини XVII століття. За народним переказом, власником цих земель був піп із сусідньої Вирівки. Він збудував тут свій млин і декілька хат. Пізніше землю почали заселяти козаки, на пагорбах біля річки Куколки утворювалися хутори, назви яких походили від прізвищ першопоселенців. Так, на Карічиному хуторі першим поселився Каріка… Згодом ці хутори розширювалися і злилися в одне село, яке стали називати Полівкою. Воно розкинулося по обидва береги річки Куколки, яка в той час була повноводною. Пізніше на річці були побудовані три водяні млини і дві валуші для виробництва сукна.
За описом, зробленим на 1654 рік, село Попівка значиться як велике село, у якому було 339 дворів, з них 130 козацьких, а 133 — міщанських. Гарні ґрунти і близькість Конотопської фортеці — ось основна причина виникнення в степовій місцевості села Попівки.
1654 частина козаків села Попівка присягнула московському князю Олексію Романову, але невдовзі вони взяли участь у обороні Конотопської фортеці від агресії російського війська (1659). В цей час посилюється розвиток сільського господарства, селяни для посівів розорюють степи і вирубують ліси.
На 1723 рік у Попівці налічується уже майже 600 дворів. За гетьмана Розумовського була створена окрема Попівська сотня, до якої входили найближчі села, зокрема й Вирівка.
Напередодні реформи 1861 року населення Попівки становило вже 4,5 тисяч чоловік. За свідченнями старожилів, багато селян під час столипінської реформи переселилися до Сибіру, а потім у 1914—1917 роках знову повернулися до свого села. В Сибіру досі є села, які переселенці з Чернігівщини назвали Батуринкою, Попівкою та інші.
У 1837 році на кошти місцевої землевласниці К. П. Острянської була побудована кам'яна церква Пресвятої Трійці. Ще одна дерев'яна Преображенська церква була збудована в 1887 році. У 1870 році через село Попівку прокладено залізницю, що зв'язувала місто Курськ з Києвом. Це зблизило попівчан із робітниками-залізничниками.
B 1878 році у старому будинку влаштували школу. У ній було три класи, навчав один учитель. Це була так звана Троїцька школа, приміщення якої збереглося й понині. Була ще одна — Спаська школа. На 1897 рік 80 % дітей були поза школою. У кінці XIX століття у селі відкрито чотирирічну земську школу, навчалися в ній в основному хлопчики. У 1923 році школа була реорганізована в семирічку. У 1929 році була відкрита школа колгоспної молоді, яку в 1935 році реорганізували в десятирічну.
Перше кооперативне об'єднання «Машинове товариство» в селі Попівці було організовано в 1921 році. В 1923 році організувалась артіль «Гарматник», членами якої були демобілізовані червоноармійці. В 1926 році організована артіль ім. Шевченка, до якої ввійшли 12 сімей. Артіль отримала 90 га землі. У 1926 році в Попівці проведено землеустрій, у результаті якого організовано 5 кооперативних об'єднань. У 1928 році організована комуна ім. Комінтерну. Спочатку до неї входило 12 сімей. Комуна мала понад 1 000 га землі. В 1935 році вона була реорганізована в артіль. Колективізація в Попівці проходила у 1930—1933 роках. Були організовані колгоспи «Нове життя» на хуторі Селище, ім. Ворошилова на хуторі Рівчаки, ім. Чапаєва, ім. Будьонного, ім. Сталіна, «Червоний пахар».
Село постраждало внаслідок геноциду українського народу, проведеного окупаційним урядом СССР 1923—1933 та 1946–1947 роках.
2 вересня 1941 року німецькі солдати в кованих чоботях пройшли по головній вулиці села Попівки. Окупація тривала два роки.

## Населення

### Мова
Розподіл населення за рідною мовою за даними перепису 2001 року:
| Мова       | Відсоток |
| ---------- | -------- |
| українська | 97,98%   |
| російська  | 1,57%    |
| інші       | 0,45%    |

## Сьогодення
На території сільської ради здійснюють діяльність: Попівська сільська рада, сільськогосподарські підприємства СТОВ «Надія» Філія «Конотопська», ТОВ «Вітчизна», релігійна громада УПЦ. МП, сільська лікарська амбулаторія та фельдшерський пункт, загальноосвітня школа І-III та І-ІІ ступенів, районний Будинок культури, сільський клуб та дві бібліотеки, приватні крамниці, два поштових відділення.

## Економіка
Попівський експериментальний завод - виготовлення мила, мийних засобів, а також засобів для чищення і полірування.

## Цікаво
Попівка — єдине на Сумщині село, яке має вулицю Журналістів. Такої честі громада удостоїла тих, хто присвятив своє життя журналістиці, а таких серед уродженців села понад двадцять.

## Відомі люди

### Народилися
- Микола Забіяка — козак полку імені Полуботка, який загинув у Києві 2 липня 1917 року. На Лук'янівському кладовищі в Києві зберігся пам'ятник, фото:
- Коварський Анатолій Юхимович — вчений-генетик, селекціонер.
- Крапива Віталій Петрович (17.05.1949 — 15.06.2016) — засновник та перший начальник спеціалізованого морського порту «Ольвія» (до 2017 року — спеціалізований морський порт «Октябрьск»), кавалер ордену «За заслуги» І, ІІ, ІІІ ступенів, Почесний працівник морського та річкового транспорту.
- Леонтович Федір Іванович (1833—1910) — історик права, професор історії російського права Новоросійського (Одеського) університету, ректор Новоросійського (Одеського) університету.
- Осипенко Степан Петрович - член Української Центральної Ради.
- Підгорний Микола Володимирович (1984—2023) — матрос Збройних сил України, учасник російсько-української війни.
- Садівничий Володимир Олексійович (12.06.1966) — професор, доктор наук із соціальних комунікацій, завідувач кафедри журналістики та філології Сумського державного університету, голова Сумської обласної організації Національної спілки журналістів України.
- Супрун Павло Степанович (1937) — бандурист, Заслужений працівник культури України.

### Проживали
Васильченко Ігор Анатолійович — український військовик, учасник російсько-української війни.